# یاسمین حمدان
یاسمین حمدان (عربی: ياسمين حمدان؛ زادهٔ ۱۹۷۶ (۴۸–۴۹ سال)) خواننده، ترانه‌سرا و بازیگر لبنانی است که در حال حاضر در پاریس زندگی می‌کند.

## زندگی‌نامه
حمدان که با بند الصابون یقتل به شهرت رسید، گروهی که وی با همکاری زید حمدان در زمانی که در لبنان زندگی می‌کرد، تأسیس کرد. نخستین آلبوم الصابون یقتل با نام باتر در سال ۱۹۹۹ منتشر شد. الصابون یقتل یکی از نخستین بندهای مستقل الکترونیکا در خاورمیانه بود. تا به امروز، یاسمین حمدان نماد موسیقی زیرزمینی در سراسر جهان عرب محسوب می‌شود.
پس از مهاجرت به پاریس، حمدان ابتدا با کوکوروزی و سپس میرویس احمدزی همکاری (Y.A.S) خود را آغاز کرد و چندین آلبوم نیز همچون Arabology را منتشر کرد. حمدان پس از مدتی به مارک کالین پیوست تا نخستین آلبوم مستقل خود را منتشر کند که این آلبوم در سال ۲۰۱۳ با نام یا ناس منتشر شد. وی در این آلبوم سبک پاپ، فولک و الکترونیکا را با اشعار و ملودی‌های عربی خاورمیانه ترکیب کرد.

## آلبوم‌شناسی
با الصابون یقتل
- باتر (۱۹۹۹)
- شفتک (۲۰۰۱)
- انتِ فین (۲۰۰۵)

با Y.A.S
- عربولوژی (۲۰۰۹)

مستقل
- یا ناس (۲۰۱۳)
- الجمیلات (۲۰۱۷)

## موسیقی فیلم
- بر بحر (۲۰۱۶)
- تنها عاشقان زنده ماندند (۲۰۱۳)
- زمانی که می‌ماند (۲۰۰۹)
- یا له من عالم رائع (۲۰۰۶)
- یوم آخر (۲۰۰۵)